# Kościół św. Mikołaja w Zakrzówku
Kościół świętego Mikołaja – rzymskokatolicki kościół parafialny należący do parafii pod tym samym wezwaniem (dekanat Zakrzówek archidiecezji lubelskiej).
Jest to murowana świątynia wzniesiona w latach 1851−1853. Budowla reprezentuje styl neoklasycystyczny. Wymurowano ją z kamienia i cegły oraz otynkowano. Kościół posiada jedną nawę z prostokątnym prezbiterium skierowanym w stronę południową. Po obu stronach prezbiterium są umieszczone zakrystie. Północna fasada świątyni jest ozdobiona dwiema parami pilastrów, podpierających trójkątny fronton, udekorowany geometrycznym fryzem. Pomiędzy pilastrami znajduje się wejście do kościoła, a ponad nim duże, prostokątne okno. Fasada jest zwieńczona przysadzistą, czworokątną wieżą, nakrytą miedzianym, niskim dachem hełmowym, na dole kwadratowym, przechodzącym w kopułę z iglicą, na której znajduje się krzyż. Wieża kościelna posiada cztery okna zakończone półkoliście, wychodzące na cztery strony, z kolei sama budowla doświetlana jest oknami prostokątnymi. Świątynia nakryta jest miedzianym dachem dwuspadowym, niższym w części prezbiterialnej. Kruchta kościoła nakryta jest osobnymi daszkami dwuspadowymi, po obu stronach wieży, umieszczonymi w poprzek do dachu głównego. Daszki te tworzą małe, trójkątne szczyty, wieńczące pilastry w elewacjach bocznych. Wnętrze budowli jest nakryte drewnianym stropem kasetonowym. Drewnianą boazerią wykończone są także ściany prezbiterium. Świątynia posiada jednolite wyposażenie, wykonane w połowie XIX wieku.